# Meta Quest 3
Meta Quest 3是一款由Meta旗下现实研究所（原Oculus VR）开发的虚拟现实一体机头显。Meta Quest 3于2023年6月1日公布，并于2023年10月10日发售。它被看作是Quest 2的接替者。它相对于Quest 2增加配备了2个400万像素外部摄像头和1个ToF感知摄像头，为用户带来彩色透视的混合现实功能；被Meta视为从虚拟现实向混合现实发展重要的一步。